# Jerzy Wójcik (operatőr)
Jerzy Wójcik (Újszandec, 1930. szeptember 12. – Varsó, 2019. április 3.) lengyel operatőr, forgatókönyvíró, filmrendező.

## Életútja
1930. szeptember 12-én született Újszandecben. A második világháború kezdetén kitelepítették őket az akkor Lengyelországhoz tartozó Lwówba. Később visszatértek Újszandecbe. A háború után a családja Boguszówba költözött.
1955-ben Łódźban, a Lengyel Nemzeti Film-, Televízió- és Színművészeti Főiskolán végzett operatőri szakon. Diplomáját 1964-ben kapta meg. 1956-ban Andrzej Wajda Csatorna filmjén dolgozott Jerzy Lipman másodoperatőrjeként. 1981–82-ben a katowicei Sziléziai Egyetem Rádió- és Televíziós Karán filmművészeti előadásokat tartott. 1982-től a Łódźi Filmiskola Filmművészeti Tanszékén oktatott, 1988-tól egyetemi docensként. 2000–03-ban a Varsói Egyetem Lengyel Tudományi Karán, valamint 2010–15-ben a Varsói Képzőművészeti Akadémián, a Színházművészeti Tanszéken tartott előadásokat.
2006-ban jelent meg a könyve Labirynt światła (A fény labirintusa) címen, amely gondolatait és szakmai emlékeit tartalmazza.

## Filmjei

### Operatőrként
- Ember a vágányon (Czlowiek na torze) (1957)
- Koniec nocy (1957, forgatókönyvíró is)
- Eroica (1958)
- Hamu és gyémánt (Popiół i diament) (1958)
- Kitüntetés (Krzyż Walecznych) (1959)
- Nikt nie woła (1960)
- Máter Johanna (Matka Joanna od Aniołów) (1961)
- Czas przeszły (1961)
- Sámdon (Samson) (1961)
- Mój stary (1962)
- Zacne grzechy (1963)
- Echo (1964)
- Újra élünk (Życie raz jeszcze) (1965)
- Potem nastąpi cisza (1966)
- A fáraó (Faraon) (1966)
- Westerplatte (1967)
- Uzrok smrti ne pominati (1968)
- Vrane (1969)
- A fekete zászlók városa (Krvava bajka) (1969)
- Devojka sa kosmaja (1972)
- Özönvíz (Potop) (1974)
- Opadły liście z drzew (1975)
- Pasja (1978)
- Elegia (1979, forgatókönyvíró is)
- Ryś (1982)
- Latter asszony leánynevelője (Pensja pani Latter) (1983)
- Hölgy kalapban (Kobieta w kapeluszu) (1985)
- Anioł w szafie (1987)

### Rendezőként
- Skarga (1991, forgatókönyvíró is)
- Európa kapuja (Wrota Europy) (1999, forgatókönyvíró is)